# Дом-Ламерсдорф
Дом-Ламерсдорф (њем. Dohm-Lammersdorf) општина је у њемачкој савезној држави Рајна-Палатинат. Једно је од 109 општинских средишта округа Вулканајфел. Према процјени из 2010. у општини је живјело 168 становника. Посједује регионалну шифру (AGS) 7233019.

## Географски и демографски подаци
Дом-Ламерсдорф се налази у савезној држави Рајна-Палатинат у округу Вулканајфел. Општина се налази на надморској висини од 390 метара. Површина општине износи 4,5 km². У самом мјесту је, према процјени из 2010. године, живјело 168 становника. Просјечна густина становништва износи 37 становника/km².

## Међународна сарадња
| Мјесто   | Држава  | Врста сарадње | Од    |
| -------- | ------- | ------------- | ----- |
| Хуфализе | Белгија | партнерство   | 1987. |
| Извор    |         |               |       |